# Хамитовский сельсовет
Хамитовский сельсовет (баш.  Хәмит ауыл Советы ) — муниципальное образование в Абзелиловском районе Республики Башкортостан Российской Федерации. Согласно Закону о границах, статусе и административных центрах муниципальных образований в Республике Башкортостан имеет статус сельского поселения.

## Население
| 1968 | 2002 | 2009  | 2010 | 2012 | 2013 | 2014 |
| ---- | ---- | ----- | ---- | ---- | ---- | ---- |
| 911  | ↗942 | ↗1020 | ↘917 | ↘898 | ↘863 | ↘847 |
| 2015 | 2016 | 2017  |      |      |      |      |
| ↗865 | ↗867 | ↗872  |      |      |      |      |

## Состав сельского поселения
| № | Населённый пункт | Тип населённого пункта       | Население |
| - | ---------------- | ---------------------------- | --------- |
| 1 | Хамитово         | село, административный центр | ↘676      |
| 2 | Шарипово         | деревня                      | ↘241      |
| 3 | Крутой Лог       | кордон                       | →0        |